# Pallapalayam (Coimbatore)
Pallapalayam è una suddivisione dell'India, classificata come town panchayat, di 9.498 abitanti, situata nel distretto di Coimbatore, nello stato federato del Tamil Nadu. In base al numero di abitanti la città rientra nella classe V (da 5.000 a 9.999 persone).

## Geografia fisica
La città è situata a 11° 00' 01 N e 77° 04' 06 E.

## Società

### Evoluzione demografica
Al censimento del 2001 la popolazione di Pallapalayam assommava a 9.498 persone, delle quali 4.763 maschi e 4.735 femmine. I bambini di età inferiore o uguale ai sei anni assommavano a 851, dei quali 450 maschi e 401 femmine. Infine, coloro che erano in grado di saper almeno leggere e scrivere erano 7.324, dei quali 3.972 maschi e 3.352 femmine.